# سيدي طيفور
سيدي طيفور، مدينة وبلدية تابعة إقليميا إلى دائرة بوعلام ولاية البيض الجزائرية.
تتميز البلدية باعتماد سكانها على حرفة تربية المواشي على غرار باقي بلديات الولاية وفي مقدمتها الاغنام
تتواجد بها أشجار كثيفة وبها منبع مائي طبيعي يسمى لالة خدة تحيط بها مجموعة من الجبال بها جبل الملح تستخرج منه كميات كبيرة من الملح يوميا وتحتوي ايضا على لاعبين مشهورين وعدائين

## أصل التسمية
نسبة لجدهم طيفور الوالي الصالح وهو من نسب الرسول على حد اقوال شيوخهم 

### الموقع الجغرافي
يحد سيدي طيفور كل من:
- شمالا:ولاية الأغواط
- جنوبا:بريزينة
- شرقا:ولاية الأغواط
- غربا:بوعلام

## وصلات خارجية
- إذاعة البيض الجهوية نسخة محفوظة 27 ديسمبر 2012 على موقع واي باك مشين.: الموقع الرسمي.
- الموقع الرسمي لولاية البيض.
- متوسطة ابن خلدون (البيض).